# Barney Stinson
Barney Stinson – jeden z pięciu głównych bohaterów serialu Jak poznałem waszą matkę wyprodukowanego przez CBS. Gra go Neil Patrick Harris. W Polsce serial Jak poznałem waszą matkę nadawany jest przez stację Comedy Central Polska.
Pracuje dla dobrze prosperującego GNB (Goliath National Bank), w którym zajmuje stanowisko „PLEASE” (P-provide, L-legal, E-exculpation, A-and, S-sign, E-everything), czyli „Zapewniaj Usprawiedliwienie I Podpisuj Wszystko”.

## Życie prywatne
Ma przyrodniego brata Afroamerykanina ze strony matki, przyrodniego brata ze strony ojca oraz przyrodnią siostrę.